# Терешкова, Ольга Алексеевна
Ольга Алексеевна Терешкова (26 октября 1984, Чимкент, Казахская ССР, СССР) — казахстанская легкоатлетка, специализирующаяся в беге на 400 метров и эстафете, Мастер спорта Республики Казахстан международного класса.

## Биография
Тренируется в ЦСКА (Алматы). Имеет воинское звание сержант.
Призёр многих соревнований в Азии. Победитель Универсиады (2007), Азиатских игр (2006), чемпионата Азии (2007), Азиатских игр (2010)
Выиграла лицензию на Олимпиаду 2012 в Лондоне.
Окончила Казахскую академию спорта и туризма (2006), преподаватель, тренер по легкой атлетике; окончила факультет экономики и учёта, специальность Менеджмент. Университета международного бизнеса.
С 2001 года — спортсмен-инструктор по легкой атлетике ДШНК и СР г. Алматы.

## Лучшие результаты
- 200 м — 23.38  Бишкек — 20/06/2008
- 400 м — 51.62  Бангкок — 11/08/2007
- 400 м с барьерами — 57.85  Измир — 18/08/2005
- 400 м (в зале) — 56.99  Ханой — 01/11/2009